# Propast

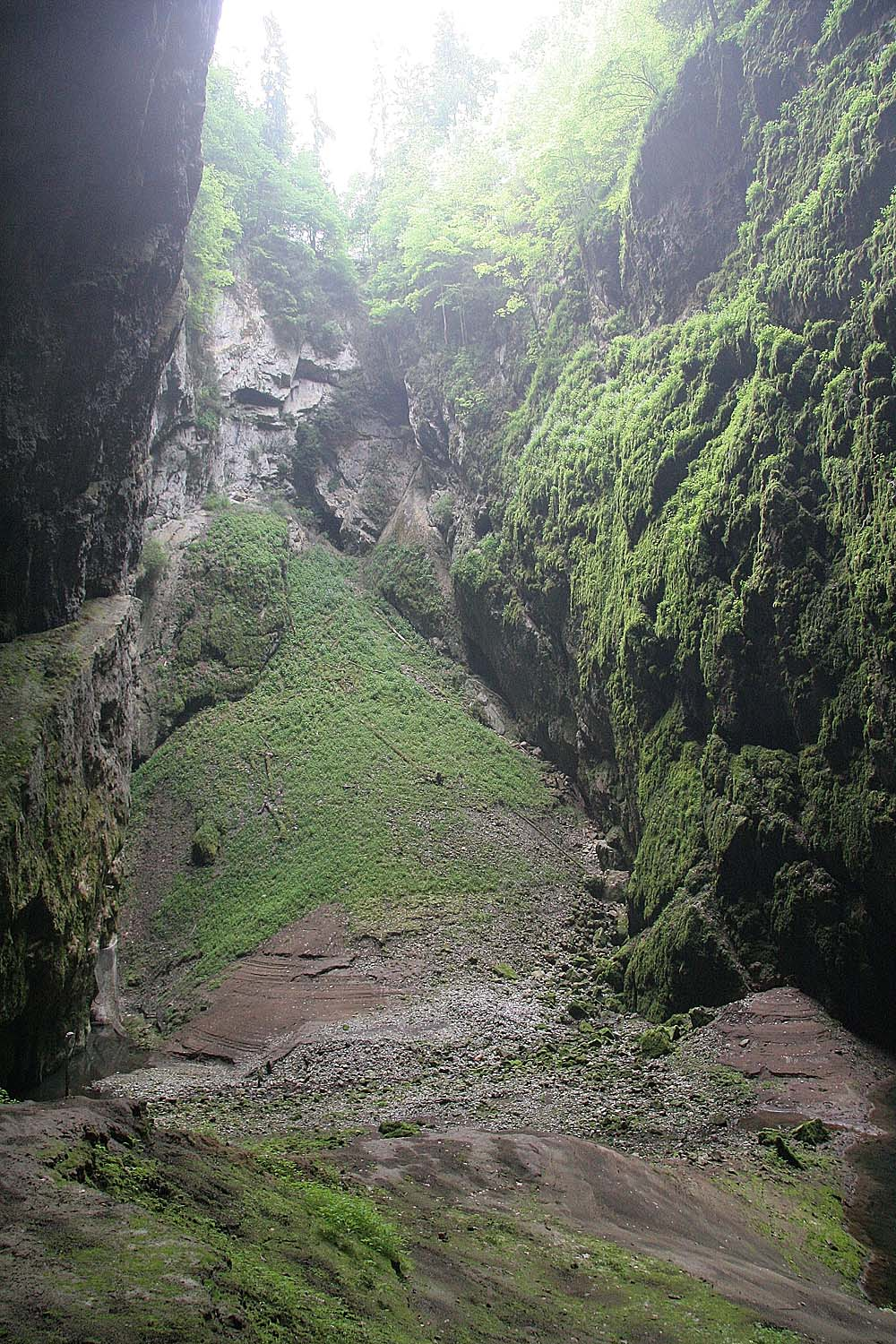
Propast Macocha

Propast je přírodní deprese v zemském povrchu s příkrými stěnami, která vzniká několika způsoby nejčastěji v krasových oblastech. 
Ze speleologického hlediska se propasti dělí na dva typy. Typ „light hole“ představuje mohutnou depresi, na jejíž dno dopadá sluneční světlo (odtud název), a obvykle porostlou vegetací. Propasti typu „aven“ bývají trubicovité či puklinové a jejich hloubka je mnohonásobně větší než šířka. Příkladem propasti typu light hole je Macocha, zatímco Hranická propast reprezentuje typ aven.

## Vznik
Propasti vznikají nejčastěji v krasových oblastech, kde dojde k prolomení zeslabené klenby stropu jeskyně či obrovských dómů. Druhým případem jsou tektonické pohyby, které zapříčíní propad tělesa či vyzdvihnutí okolních těles.

## Propasti v Česku
V ČR je nejhlubší Hranická propast. Hloubka suché části propasti je 69,5 m. Na dně se nachází Jezírko. Pod hladinou byla propast zmapována do hloubky –170 m (Pavel Říha, 2005), ponor následoval do hloubky –181 m (Starnawski, 2000) dále ponor dne 21. 6. 2012 do hloubky –217 m (Starnawski s šestičlenným týmem českých a polských potápěčů). Bylo provedeno i zkoumání pomocí robotu Hyball a robotu HBZS Ostrava. Robot (R.O.V.) Hyball byl v hloubce –205 m (1995). Dna nebylo dosaženo, protože podle dalšího průzkumu byla zjištěna taková konfigurace terénu, která další postup robotu znemožnila.
Poslední měření hloubky propasti se uskutečnilo dne 1. 10. 2012, kdy při akci speleopotápěčů z organizace ZO ČSS 7-02 Hranický kras Olomouc spustil Krzysztof Starnawski z hloubky -217 metrů sondu do hloubky -373 metrů. Sám potom krátce ještě sestoupil do hloubky -225 metrů, což je největší hloubka, dosažená na této lokalitě potápěčem. Celková potvrzená hloubka suché i mokré části je tedy minimálně 442,5 m (373 + 69,5), což ji činí nejen nejhlubší propastí ve střední Evropě, ale i jednou z nejhlubších zatopených sladkovodních propastí na světě. V tomto směru je však ještě třeba učinit řadu výpočtů. Geologové dnes odhadují, že by mohla dosahovat hloubky i přes 700 m, čemuž nasvědčují teplota a chemické složení vody v Jezírku.
Z historického hlediska je zajímavé, že RNDr. Jiří Pogoda uvádí, že v neděli dne 13. 4. 1980 při sólovém ponoru spustil sondu speciální konstrukce (kluzák) ze Zubatice do celkové hloubky vody 260 metrů, aniž by dosáhl dna. Jeho údaje o měření jsou ale neúplné a jsou považovány za málo důvěryhodné, protože nebyly dále ověřeny. Z pohledu dnešního poznání je měření dr. Pogody v souladu s realitou, ale díky nepřehlednosti restrikce v hloubce 205 metrů by musela být obrovská náhoda, aby jeho sonda mohla klesnout níže a hlavně aby se ji podařilo vytáhnout zpět přes změť kmenů, větví a dalších terénních překážek. Úsilí badatele dr. Pogody tedy zůstává obestřeno několika otazníky.
Další známou propastí je Macocha, hluboká 138,4 m.

## Odraz v umění
Motivu pádu do propasti, zachycení se v její stěně a následné záchrany použil Eduard Štorch v jeho nejoblíbenější a nejslavnější knize pro mládež, Lovci mamutů. Zde popisuje, jak do propasti spadnou tři členové tlupy prchající před lvem, kterého vyrušili při lovu; hlavní dětský hrdina Kopčem se svými kamarády je uslyší volat o pomoc a zachrání je.